# Bách Hội
Huyệt Bách hội (百会穴) là huyệt vị thứ 20 thuộc Mạch Đốc.

## Vị trí
Huyệt Bách Hội nằm ở điểm lõm ngay trên đỉnh đầu của con người. Bách Hội nằm tại điểm giao của đường nối hai đỉnh vành tai với đường dọc cơ thể. Ngoài ra, có sách còn viết rằng có thể xác định vị trí huyệt bằng cách gấp hai vành tai về phía trước. Những người châm cứu có kinh nghiệm có thể xác định vị trí huyệt bằng cách sờ đầu ngón tay, khi sờ sẽ thấy một khe xương lõm xuống.